# كريس روكر
كريس روكر (بالإنجليزية: Chris Rucker)‏ هو لاعب كرة قدم أمريكية ولاعب كرة قدم كندية أمريكي، ولد في 12 أكتوبر 1988 في وارن في الولايات المتحدة.

## وصلات خارجية
- كريس روكر على موقع مرجع كرة القدم المحترفة.كوم (الإنجليزية)
- كريس روكر على موقع JustSportsStats.com (الإنجليزية)